# 伊豆牛
伊豆牛（いずぎゅう）は、静岡県伊豆の国市のひらい牧場で肥育される交雑種のブランド牛肉の1つである。

## 生産
- 黒毛牛とホルスタインの交配で生産される。
- 2010年現在、静岡県伊豆の国市のひらい牧場でのみ飼育されている。
- 年間の生産量は100頭から150頭。
- ひらい牧場は「伊豆牛」として商標登録を行い、認可されている（商標登録番号4569062）。

## 流通
- 静岡県内の飲食店などに卸されている。
- 飲食店以外の一般消費者への小売がひらい牧場直営のひらい精肉店（旧・田方郡大仁町）に限定される。

## 偽装表示問題
伊豆牛は交雑種であるが、2008年8月に、沼津市内のホテルが施設内の飲食店で伊豆牛を「和牛」と表示していたことが発覚し、景品表示法に基づいて改善を指示した。同ホテルでは、2005年4月から2008年6月中旬までの約3年間、「和牛」と偽装表示して提供していたが、立ち入り検査により事件が発覚した。